# Begonia rwandensis
Espèce
Begonia rwandensis est une espèce de plantes de la famille des Begoniaceae.
L'espèce fait partie de la section Tetraphila.
Elle a été décrite en 1991 par Johan Coenraad Arends (1940-).

## Répartition géographique
Cette espèce est originaire des pays suivants : Rwanda ; Congo.